# Incienso

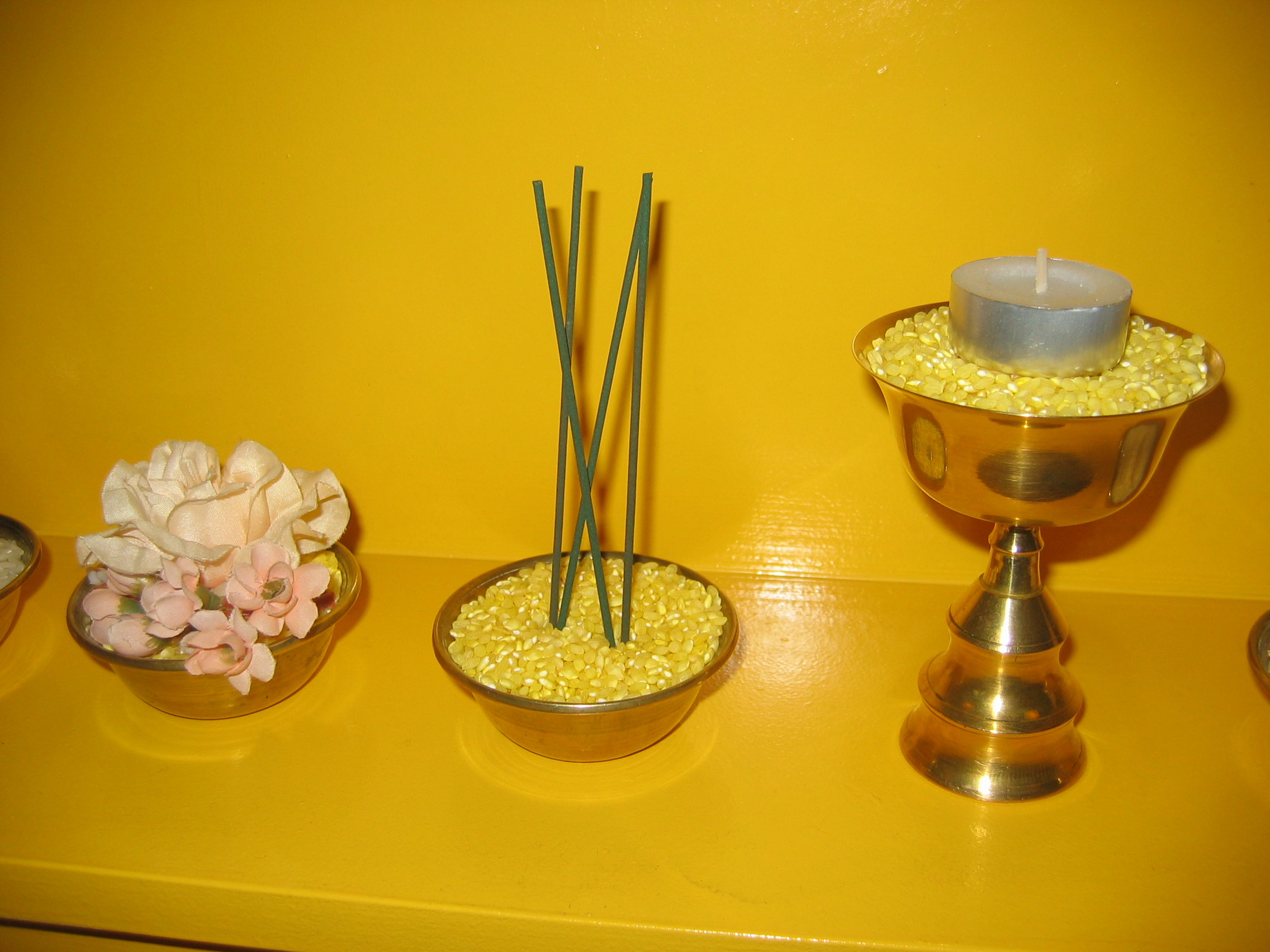
Ofrendas del santuario budista tibetano, incluyendo velas e incienso.

El incienso (del latín incensum, participio de incendere, "quemar", "encender") es una preparación de resinas aromáticas vegetales, a las que a menudo se añaden aceites esenciales de origen animal o vegetal, de forma que al arder desprenda un humo fragante con fines religiosos, terapéuticos o estéticos.[cita requerida]
Como una forma de perfume se usaba para mejorar el olor, pero ya desde la remota antigüedad se creía que permitía a los fieles comunicarse con los dioses.[cita requerida]

## Historia

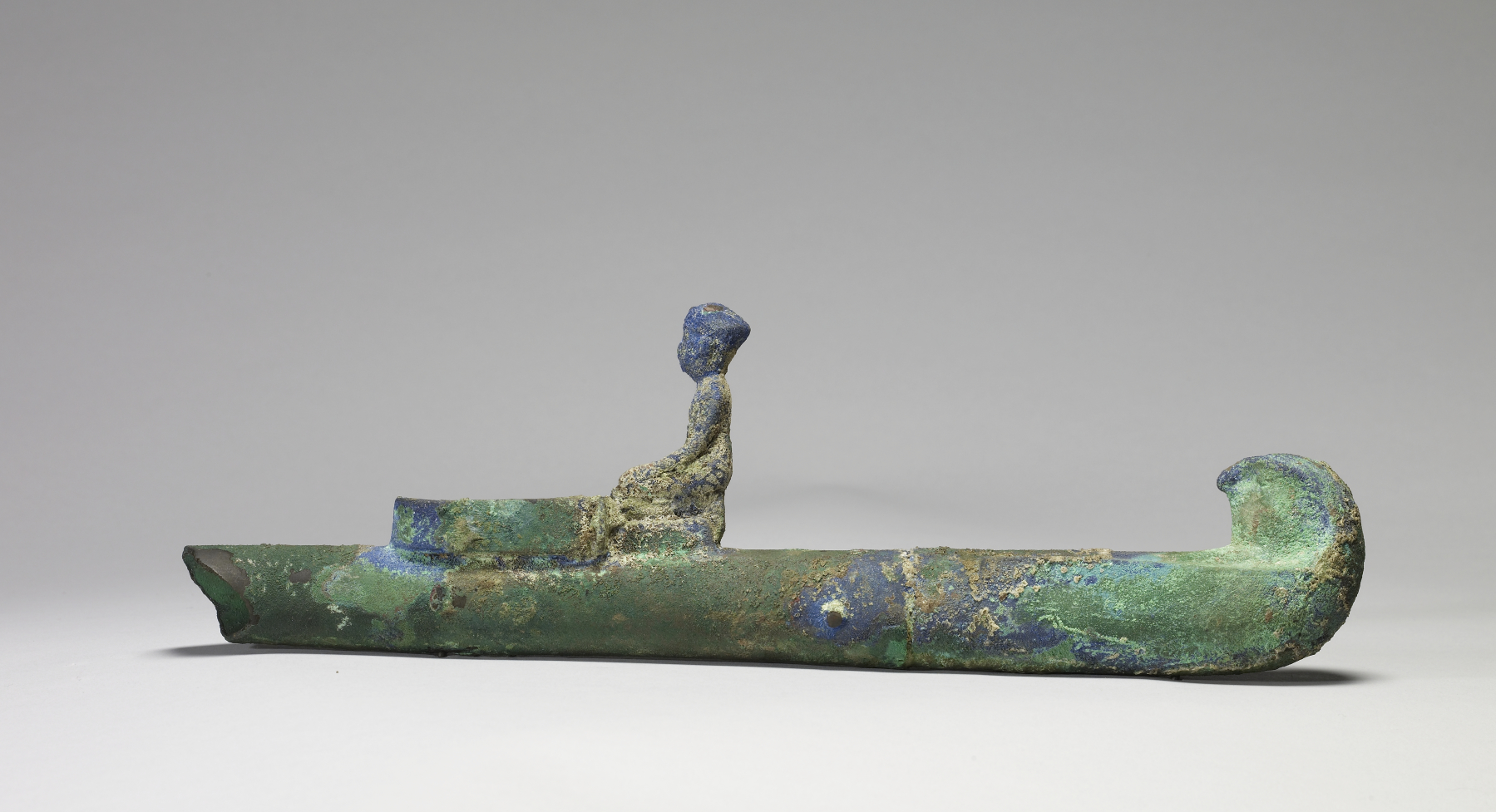
Quemador de incienso egipcio, siglo VII a. C.

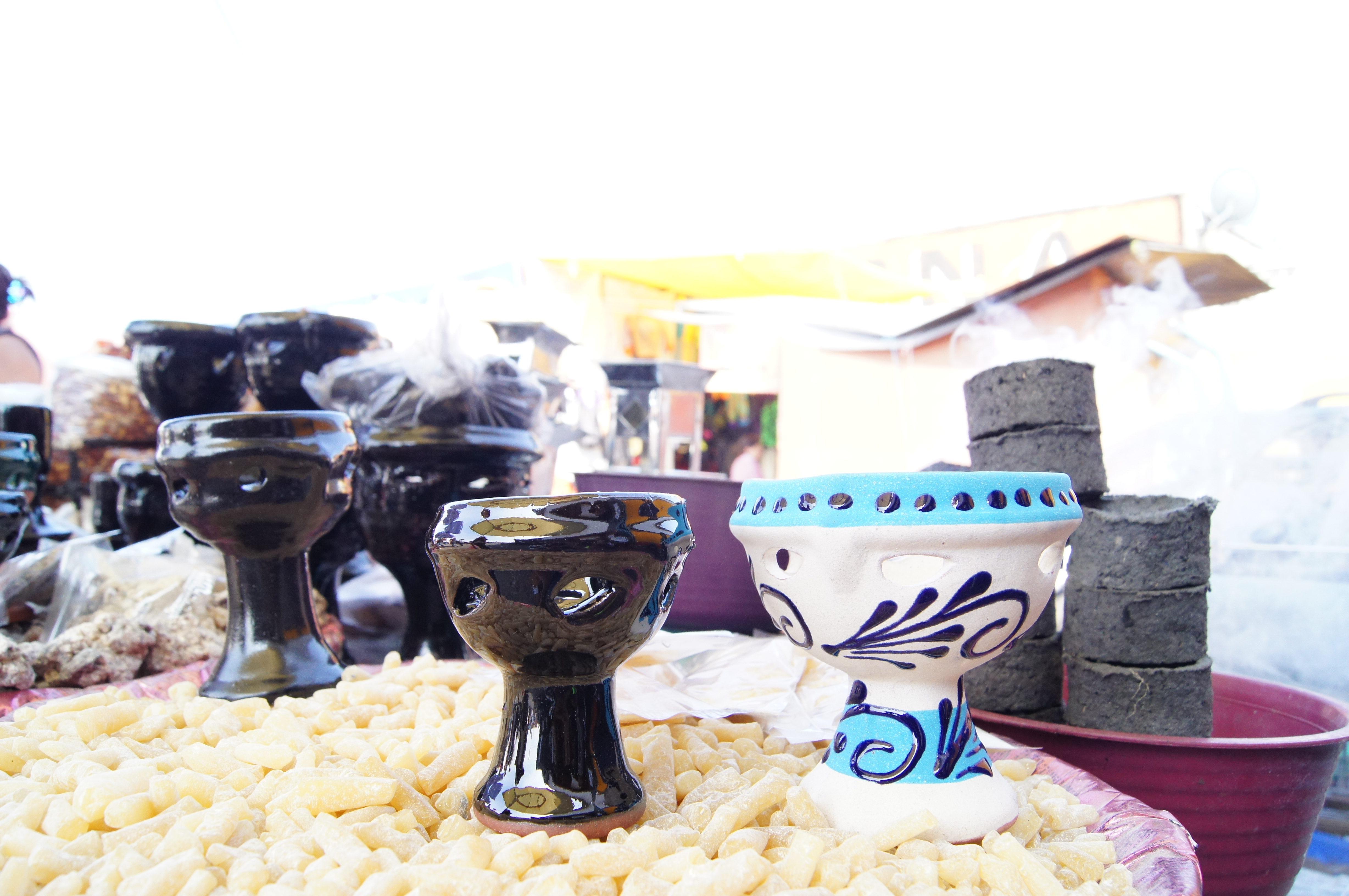
Incienso de copal de uso tradicional en México y partes de Centroamérica.

En el Antiguo Egipto, la palabra egipcia para incienso era senetyer, que significa, literalmente, 'hacer que sea divino'. No solamente se presentaba como un regalo a los dioses egipcios, al estilo de lo que serían los presentes ofrecidos por los Reyes Magos (junto al oro y la mirra) a Jesús, sino que también se quemaba en los templos, por ser las casas de los dioses y hacía que el espacio se divinizara. Y cuando se usaba resina de incienso durante la embalsamación de los cuerpos, se estaba transformando el cuerpo del difunto hacia la divinidad.
Las sociedades china y japonesa usaron el incienso como parte integral de la adoración de deidades. De igual forma, civilizaciones en Mesoamérica como la purépecha, la maya, la mexica y otras lo implementaban pero bajo la denominación de copal (copalli, en náhuatl), el cual se quemaba en hornillos, y el humo que se desprende, al quemarse, se usaba como ofrenda a sus deidades o sus energías y como terapia para diferentes males físicos y espirituales. En la actualidad, dichos usos todavía son comunes dentro de la  tradición indígena. Además, tiene un uso importante en el budismo, en la Iglesia católica (para la adoración eucarística, las procesiones, etcétera), en la Divina Liturgia de la Iglesia ortodoxa y, en menor grado, en otras confesiones cristianas.[cita requerida]
Acerca del nombre del incienso, los hebreos le llamaban levonah (לבונה), los griegos libanos (λίβανος), los árabes luban, los romanos olibanum y los aztecas copalli; en todos los idiomas excepto por los aztecas significa ‘leche’, por el aspecto de la resina al brotar del árbol mientras que en la lengua de los mexicanos significa «resina». Sin embargo, en la actualidad se le llama incienso, nombre que deriva del vocablo latino incendoere, es decir, «encender», «quemar», «incendiar», «prender fuego».[cita requerida]
Los datos arqueológicos que se poseen sobre el incienso se remontan al Valle del Nilo: en los templos de Deir el-Bahari se pueden observar inscripciones con dibujos de rituales donde son más que evidentes las nubecillas del humo del incienso. Hace alrededor de quince siglos, los egipcios viajaban al país de Ta-Necher (incienso, en egipcio, se escribía snTr, que significa lo que causa divinidad) para buscar incienso.[cita requerida]
Las historias narran que el rey Rama-Ka llevó a su tienda arbolitos pequeños de incienso, los sembró cuidadosamente a la hora precisa, bajo los augurios estelares y logró de esta forma perfectos y esbeltos árboles de excelente madera y gomorresina. Los fenicios, por su parte, siendo grandes navegantes y comerciantes, llevaban siempre en sus navíos leños de incienso para comerciar con el mundo conocido. Más datos históricos sobre el incienso se tienen a partir de los relatos de Alejandro Magno: se cuenta que al tomar la ciudad de Gaza, acumuló entre los preciosos objetos del botín de guerra 500 talentos de incienso y 100 de mirra.[cita requerida]
Por su lado, Estrabón nos narra cómo se hacían las transacciones comerciales con Arabia, la zona del Mar Rojo y hasta China, en búsqueda del tan preciado incienso. También, Dioscórides y Plinio el Viejo citan en sus obras acerca del auge que tuvo el incienso en los templos de los tiempos de la Roma Imperial. Uno de los datos más notables proviene de Nerón: se dice que habría quemado impresionantes cantidades de incienso ante el sepulcro de Popea.[cita requerida]
En la mitología grecorromana, también está presente el incienso: Leucótoe, la hija de Arcamo y de Eurinoma, se entregó en amores al bello y codiciado Apolo. Cuando Arcamo supo de tal deshonroso acontecimiento, la enterró viva llevado por la mayor ira. Pero el dios Sol, para honrar a la infeliz criatura enterrada viva, la convirtió en un frondoso árbol de incienso. Por esto, se tiene también que, astrológicamente, los planetas que rigen a este sagrado árbol son el Sol y su hijo predilecto, Júpiter; por lo tanto, el signo zodiacal que le corresponde es Leo.[cita requerida]
Una ofrenda de incienso hizo el rey seléucida Seleuco II Calinico, cuando obsequió al templo de Apolo de Mileto mirra y más de diez talentos de incienso. Tan importante ha sido considerado el incienso, que Heródoto, padre de la Historia, nos cuenta sobre la gran derrota de los árabes frente a Darío I, y que, como tributo de guerra, obligó a éstos a que pagasen anualmente mil talentos de incienso.[cita requerida]
El benjuí, llamado por Ibn Battuta «el incienso de Java y Sumatra», es un aroma típico del Cuatrocento y del Renacimiento: en el año 1461, el sultán de Egipto, Melech Elmaydi, despachó al dux de Venecia, Pascual Malispiero, un cargamento del preciado benjuí, entre otros regalos. Otra referencia del año 1476 nos habla de un obsequio realizado por el sultán Kaitbei de Egipto, que constaba de 15 libras de benjuí, a la bella Catarina Cornaro, de Venecia. También del sultán Kaitbei recibiría Lorenzo el Magnífico, de Florencia, un cargamento de benjuí como presente.[cita requerida]

## Presentaciones y uso

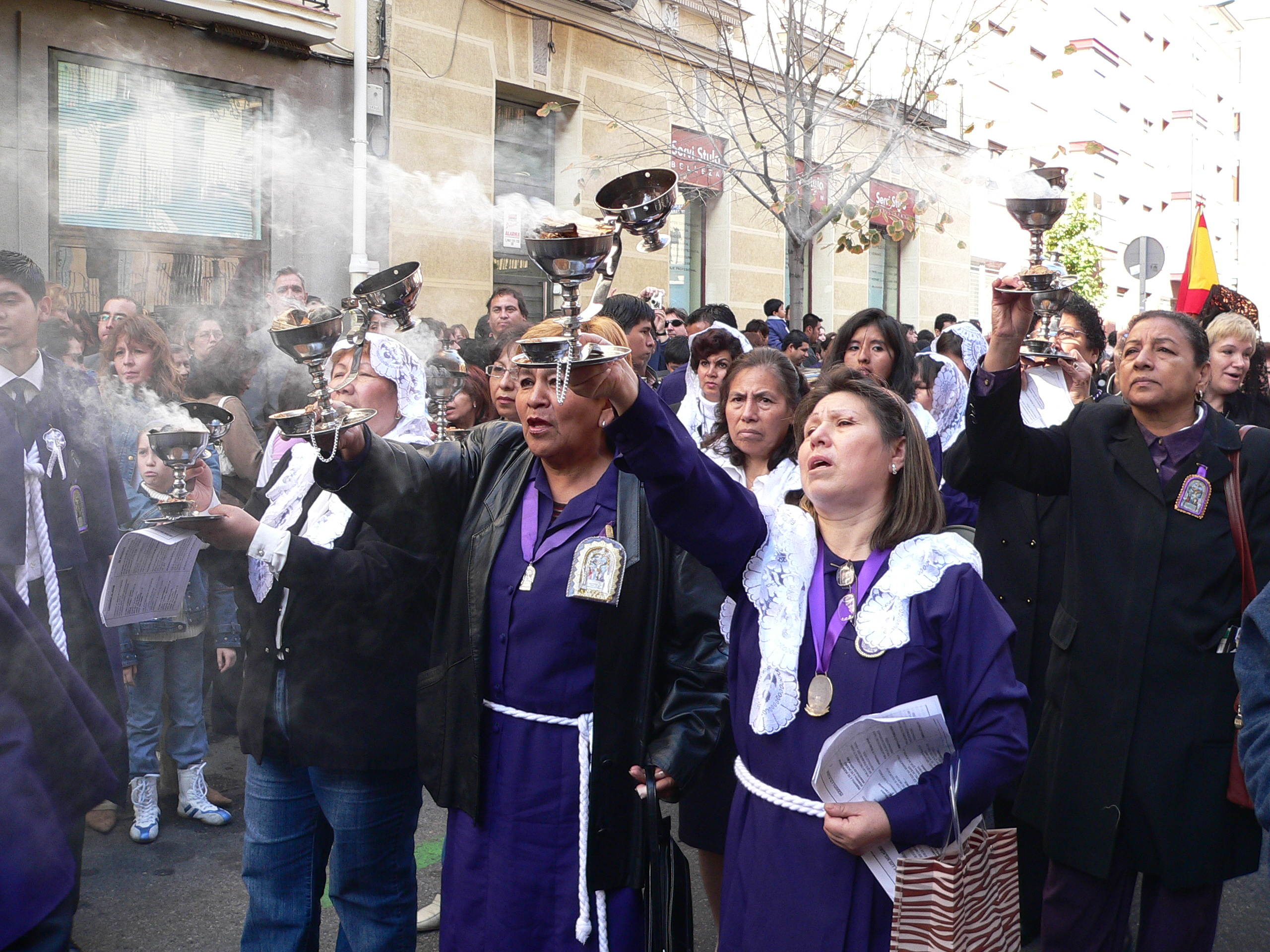
Sahumeras del Señor de los Milagros, en Lima.

El incienso está disponible en numerosas presentaciones y grados de preparación. Sin embargo, generalmente se clasifica en dos tipos, dependiendo del uso: incienso para quema directa e incienso para quema indirecta.[cita requerida]

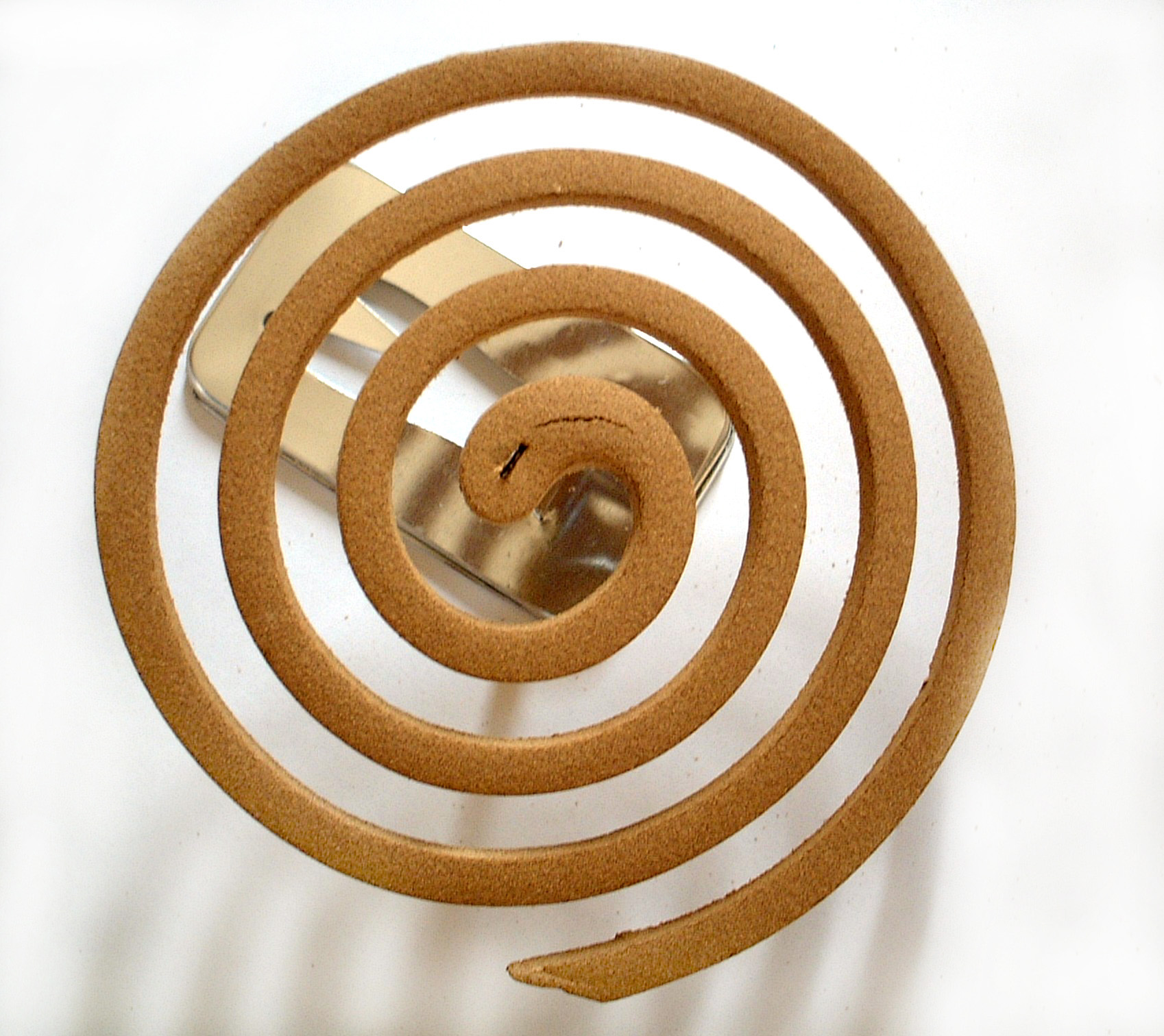
Espiral de incienso, usada generalmente en China y en Japón como repelente de mosquitos.

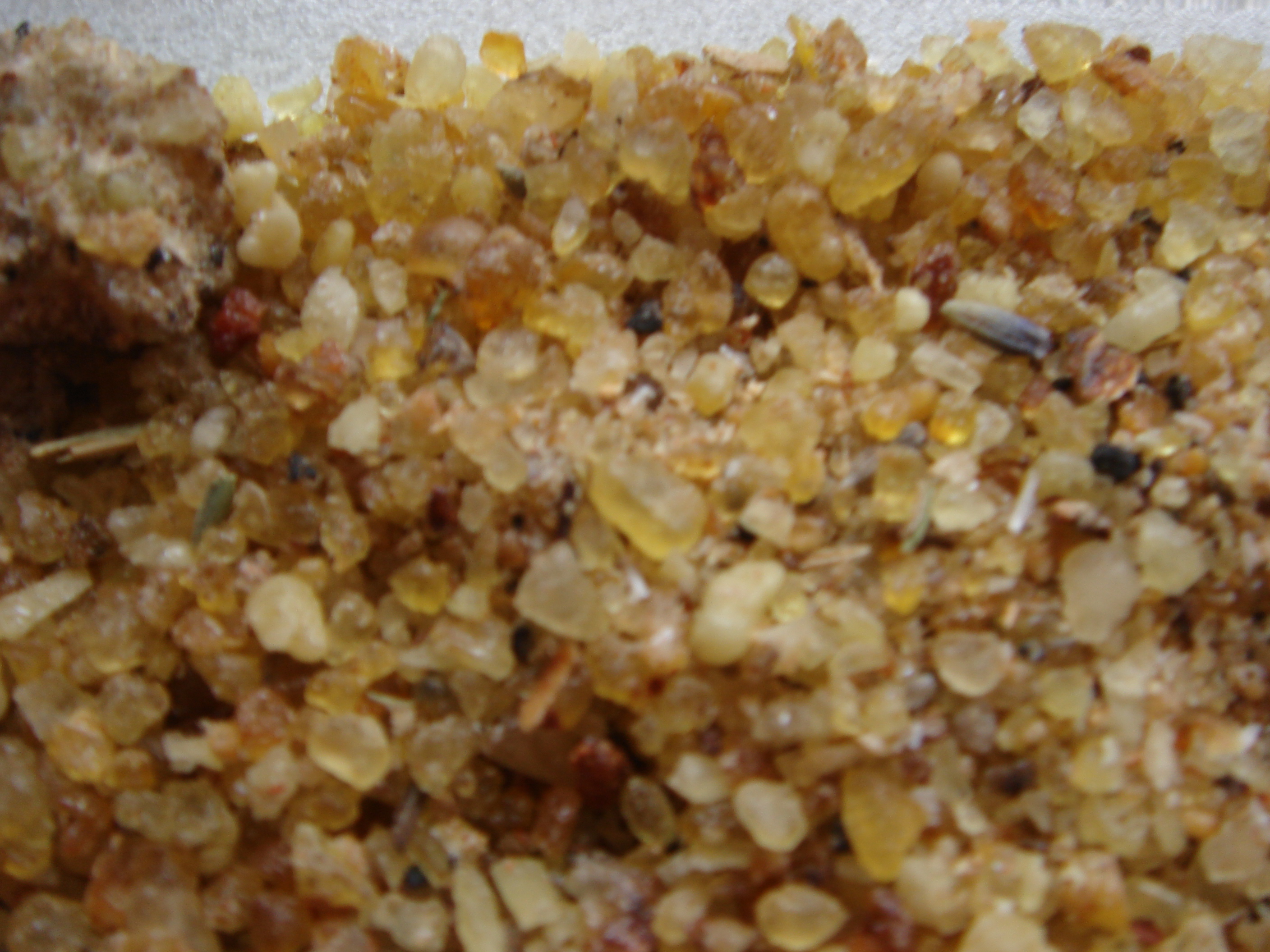
Incienso granulado antes de la quema para uso doméstico, en templos religiosos y en procesiones (modalidad tradicional de Semana Santa cristiana católica).

En general, el incienso grande y basto tiende a arder más tiempo que el más procesado, y el incienso de quema directa exige menos preparación para su uso pero requiere un mayor procesado previo. Aparte de esto, la preferencia por una u otra presentaciones depende en buena parte de la cultura, de las tradiciones y de los gustos personales. El incienso en barra es la forma más común y preferida usada en las culturas china y japonesa, por lo que la mayoría del incienso producido en estos países se fabrica con esta forma. En Occidente, debido a los lazos del cristianismo con el judaísmo, el incienso suele quemarse en forma de polvo o en trozos completos.[cita requerida]

## Quema directa
El incienso para quema directa se coloca generalmente en un receptáculo denominado incensario, en el cual se prende el incienso y se hace ventilar para propagar su aroma.[cita requerida]
También se le llama incienso combustible cuando ha prendido y se abanica; la brasa así obtenida se consumirá sin llama hasta quemar todo el incienso, sin necesidad de aplicar más calor. Esta clase de incienso suele elaborarse con materiales de incienso fragante finamente molidos, que se unen mediante un combustible aglutinante.[cita requerida]
Las formas más comunes en las que se comercializa son:
- Espiral: es capaz de arder durante mucho tiempo, desde horas hasta días.
- Cono: arde con relativa rapidez. Los conos que incluyen artemisia se usan en la medicina tradicional china para tratamientos de moxibustión.
- Varas huecas: esta forma de incienso en vara tiene un centro de bambú. Las variedades de mayor calidad presentan un centro de sándalo fragante, el cual se cubre con una gruesa capa de incienso que se quema junto con él. Esta presentación se produce frecuentemente en China y en la India. Cuando se usa para el culto en la religión tradicional china, las varas huecas de incienso se conocen a veces como varas joss.
- Varas macizas: este incienso en vara no tiene un núcleo de apoyo y son macizas. Al ser fácilmente divisible en trozos, permite determinar la cantidad concreta de incienso que se desea quemar. Esta es la forma más común de incienso en Japón.[cita requerida]

Para usar el incienso de quema directa, debe prenderse y, acto seguido, apagarse, de forma que el incienso continúe brillando y humeando mientras se consume.[cita requerida]

## Quema indirecta
También llamado incienso no combustible, el uso de este tipo de incienso requiere una fuente externa de calor, ya que no produce ascuas cuando se consume. El calor se consigue habitualmente mediante carbón vegetal o ceniza caliente. El incienso se quema colocándose directamente sobre los carbones ardientes o sobre una placa de metal caliente en el incensario.[cita requerida]
Es la forma más común de incienso usada tradicionalmente en Oriente Medio o en la cultura cristiana. Se dan formas parecidas de la quema indirecta del incienso en el Kōdō, la ceremonia japonesa del incienso (香道). El incienso mejor conocido de este tipo son las resinas brutas de olíbano y mirra, probablemente debido a las numerosas menciones que aparecen en la Biblia cristiana. De hecho, la palabra franquincienso suele ser sinónimo de cualquier forma de incienso en muchas lenguas europeas.[cita requerida]
- Entero: el material se quema directamente en su forma bruta no procesada sobre ascuas de carbón.
- Pulverizado o granulado: el material se parte en trozos más pequeños. El incienso se quema así rápidamente, proporcionando un corto periodo de olores intensos.
- En pasta: el incienso pulverizado o granulado se mezcla con un aglutinante pegajoso, como fruta seca, miel o resina blanda, formando pequeñas bolas o tartaletas, una práctica muy utilizada entre las culturas que utilizan el incienso. Gran parte del incienso arábigo, llamado bukhoor o bakhoor, es de este tipo.[cita requerida]

## Manufactura

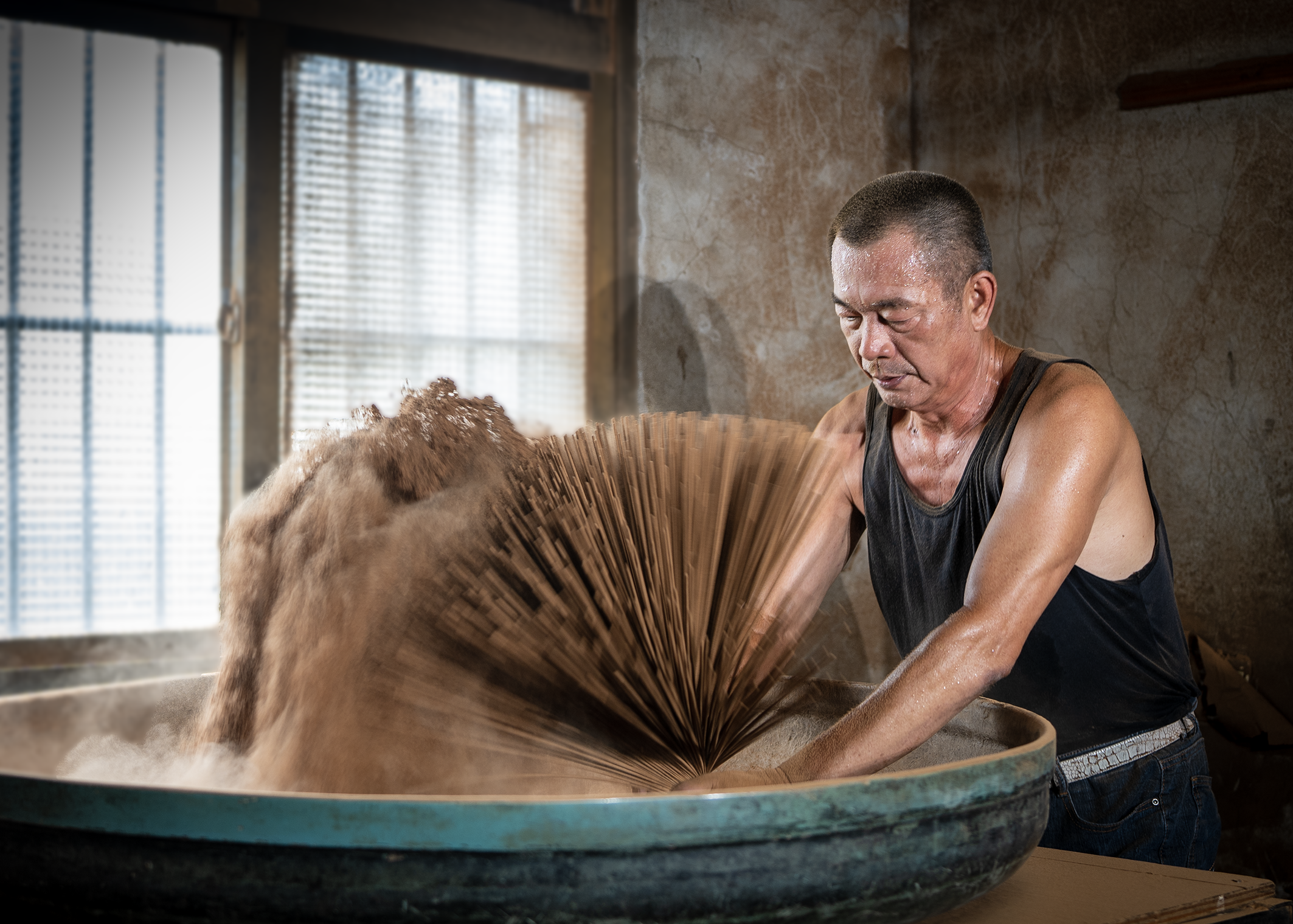
Un fabricante de incienso artesanal de Changhua, Taiwán, realiza el proceso tradicional de fabricación de incienso.

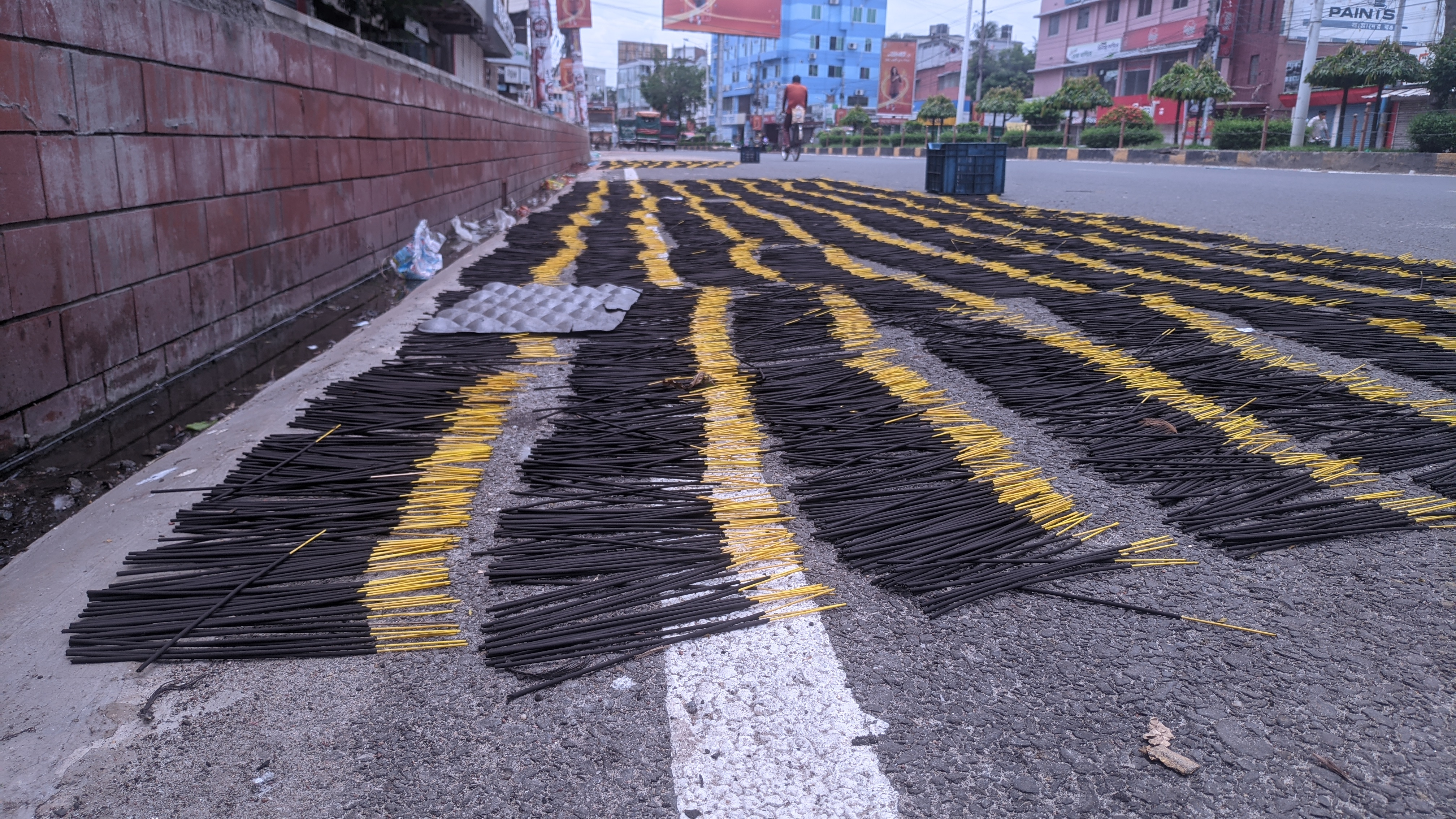
Incienso secándose en la calle en Khulna, Bangladés. Las varillas fueron elaboradas por una persona que ahora las seca en plena calle, en lugar de en un campo o una fábrica. Posteriormente empaquetarán y venderán..

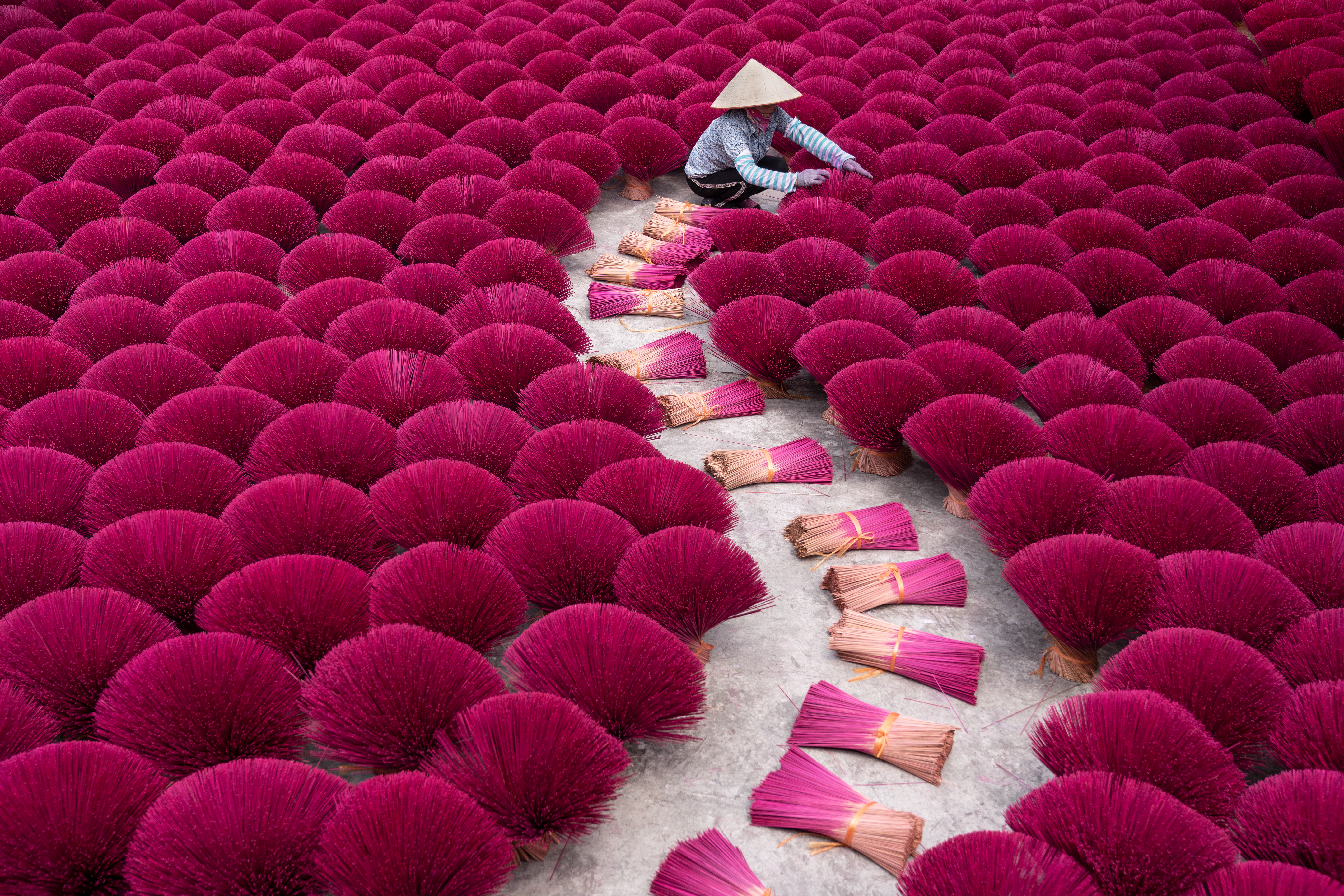
Una agricultora empaqueta palitos de incienso en el pueblo de Quang Phu Cau en las afueras de Hanói, Vietnam

Históricamente, el incienso que se ha utilizado en cada lugar se ha compuesto de diferentes elementos: resinas y maderas sobre todo. Se ha usado desde resina de árboles, hasta resina de cedro del Líbano Cedrus libani hasta sabina real (Juniperus lycia o Juniperus thurifera) proveniente de África, que por poseer trementina exhala un agradable perfume. Asimismo, se le llamó incienso a otras gomorresinas en algunas partes del mundo: al ajenjo en Andalucía, a la Artemisia aragonensis en las islas Canarias, a la Grindelia glutinosa o palaucupatli en México, o a la Thuaria chilensis en Chile.
La obtención de la gomorresina del incienso se realiza haciendo una incisión en los troncos de los árboles de la Boswellia, de esta manera la resina fluye, se seca al contacto con el aire y se forman entonces pequeños granos redondeados de una coloración amarilla pálida y opaca, de textura quebradiza y cuyo diámetro no pasa de los 2 cm. Cuando los granos entran en contacto con el fuego se derriten, exhalando así su exquisito aroma.
El incienso pertenece al género botánico Boswellia; así, tenemos en China el uso de Boswellia sacra, en Abisinia, Boswellia papirifera, en la India, Boswelia serrata, y en Oriente Medio y África del Norte, Boswelia carterii. Se produce y exporta fundamentalmente en Omán, donde existe la llamada Tierra del incienso.